# Dioscorea pynaertii
Dioscorea pynaertii är en enhjärtbladig växtart som beskrevs av De Wild. Dioscorea pynaertii ingår i släktet Dioscorea och familjen Dioscoreaceae. Inga underarter finns listade i Catalogue of Life.